# Flowplayer
Flowplayer ist ein Streaming-Client, der in JavaScript und Adobe Flash geschrieben ist und in Webseiten eingebettet werden kann. Der Flowplayer kann Videos im Format Flash Video (FLV) abspielen. Außerdem lassen sich mit ihm die Formate MP4, H.264, JPG, PNG sowie MP3 verwenden.
Entwickelt wird die Software unter der GPL-Lizenz. Für eine kommerzielle Verwendung ohne Flowplayer-Logo kann eine kommerzielle Lizenz erworben werden.
Die Software wird seit 2005 von der Flowplayer Oy. aus Finnland entwickelt.
Einige Features sind die Konfigurierbarkeit des Look and Feel des Players mittels JavaScript, Erweiterbarkeit durch Plug-ins und Support für diverse Streaming-Server.
Die Flowplayer-Programmierschnittstelle basiert auf JavaScript 1.5 und wird durch folgende Webbrowser unterstützt: Firefox 2+, Internet Explorer 6.0+, Apple Safari 2.0+ und Opera 9.0+.
Der Flowplayer platzierte sich 2012 in den CHIP-Online-Download-Charts auf Rang 8 der Top-100-Server-Tools der Woche, bei CNET erreicht er Rang 17 der Website-Tools.
Andere Open-Source-Flash-Player sind bspw. Gnash, Lightspark und Swfdec.